# 吐奴傀
吐奴傀（?—?），郁久闾氏，车鹿会的儿子，是4世纪柔然部落的第三任首领，承襲父亲车鹿会擔任柔然首领。吐奴傀死后，儿子跋提继位。
吐奴傀在位时，柔然隶属于拓跋鲜卑部，在大漠南北游牧，每年向拓跋鲜卑部贡献牲畜兽皮。